# Дженна Беркерт
Дженна Роуз Беркерт (англ. Jenna Rose Burkert; нар. 9 травня 1993, Рокі-Поїнт, округ Саффолк, штат Нью-Йорк) — американська борчиня вільного стилю, бронзова призерка чемпіонату світу, срібна призерка Панамериканських ігор, Панамериканська чемпіонка серед кадетів.

## Життєпис
Дженна почала займатися боротьбою у віці шести років, мріючи стати олімпійцем. Після середньої школи вона відвідувала коледж і тренувалася як постійна спортсменка в Центрі олімпійської підготовки при Університеті Північного Мічигану. Беркерт приєдналася до армії США в 2016 році. Учасник Армійської програми спортсменів світового класу, в рамках якої солдати-спортсмени тренуються повний робочий день і беруть участь у змаганнях по всьому світу, Беркерт пройшла поглиблене індивідуальне навчання у Форт-Лі в 2016 році як спеціаліст з постачання підрозділу. Має військове звання сержанта.
2019-го стала віцечемпіонкою Панамериканських ігор, поступившись у фіналі еквадорці Ліссетте Антес.
29-річна Беркерт потрапила до заголовків газет, коли вона вийшла у фінал 202One Olympic Trials у ваговій категорії до 57 кілограмів через кілька днів після втрати матері. Там вона зіткнулася з золотою медалісткою Олімпійських ігор 2016 року Гелен Маруліс у фіналі кращої з трьох борчинь категорії, але програла вирішальний матч після перемоги у другому матчі серії.
Наступного року стала бронзовою призеркою чемпіонату світу.
Пропустила сезон 2023 року, щоб відновитися від затяжних травм, з розрахунком повернутися на Олімпійські випробування 2024 року.

## Ососбисте життя
Дженна Беркерт є відкритою лесбійкою. Отримала «Нагороду за мужність» від Wrestle Like A Girl за своє позицію у сфері захисту прав ЛГБТ-людей.

## Спортивні результати на міжнародних змаганнях

### Виступи на Чемпіонатах світу
| Змагання                        | Збірна | Вагова категорія          | Місце  |
| ------------------------------- | ------ | ------------------------- | ------ |
| Чемпіонат світу з боротьби 2014 | США    | жіноча боротьба, до 60 кг | 15     |
| Чемпіонат світу з боротьби 2018 | США    | жіноча боротьба, до 59 кг | 15     |
| Чемпіонат світу з боротьби 2019 | США    | жіноча боротьба, до 57 кг | 15     |
| Чемпіонат світу з боротьби 2021 | США    | жіноча боротьба, до 55 кг | Бронза |

### Виступи на Панамериканських іграх
| Змагання                  | Збірна | Вагова категорія          | Місце  |
| ------------------------- | ------ | ------------------------- | ------ |
| Панамериканські ігри 2019 | США    | жіноча боротьба, до 57 кг | Срібло |

### Виступи на Кубках світу
| Змагання                    | Збірна | Вагова категорія | Місце |
| --------------------------- | ------ | ---------------- | ----- |
| Кубок світу з боротьби 2022 | США    | команда          | 4     |

### Виступи на Чемпіонатах світу серед військовослужбовців
| Змагання                                                  | Збірна | Вагова категорія          | Місце |
| --------------------------------------------------------- | ------ | ------------------------- | ----- |
| Чемпіонат світу з боротьби серед військовослужбовців 2017 | США    | жіноча боротьба, до 63 кг | 4     |

### Виступи на інших змаганнях
| Змагання                                                | Збірна | Вагова категорія          | Місце  |
| ------------------------------------------------------- | ------ | ------------------------- | ------ |
| Відкритий міжнародний турнір «Sunkist Kids» 2010        | США    | жіноча боротьба, до 59 кг | 4      |
| Міжнародний меморіал Дейва Шульца 2011                  | США    | жіноча боротьба, до 59 кг | 5      |
| Klippan Lady Open 2011                                  | США    | жіноча боротьба, до 59 кг | Бронза |
| Міжнародний турнір Ньюйоркського атлетичного клубу 2011 | США    | жіноча боротьба, до 59 кг | Бронза |
| Міжнародний меморіал Дейва Шульца 2012                  | США    | жіноча боротьба, до 59 кг | Срібло |
| Гран-прі «Харі Рам» 2012                                | США    | жіноча боротьба, до 59 кг | Срібло |
| Austrian Ladies Open 2013                               | США    | жіноча боротьба, до 59 кг | 9      |
| Міжнародний турнір Ньюйоркського атлетичного клубу 2013 | США    | жіноча боротьба, до 63 кг | Бронза |
| Золотий Гран-прі з боротьби 2014 (Баку)                 | США    | жіноча боротьба, до 60 кг | 9      |
| Міжнародний меморіал Білла Фаррелла 2014                | США    | жіноча боротьба, до 60 кг | Бронза |
| Меморіал Іона Корнеану і Ладислава Сімона 2018          | США    | жіноча боротьба, до 59 кг | Срібло |
| Beat the Streets 2019                                   | США    | жіноча боротьба, до 57 кг | Срібло |
| Меморіал Маттео Пелліконе 2020                          | США    | жіноча боротьба, до 57 кг | 5      |

### Виступи на змаганнях молодших вікових груп
| Змагання                                                 | Збірна | Вагова категорія          | Місце  |
| -------------------------------------------------------- | ------ | ------------------------- | ------ |
| Панамериканський чемпіонат з боротьби серед кадетів 2008 | США    | жіноча боротьба, до 52 кг | Золото |
| Літні юнацькі Олімпійські ігри 2010                      | США    | жіноча боротьба, до 60 кг | 5      |
| Чемпіонат світу з боротьби серед юніорів 2011            | США    | жіноча боротьба, до 59 кг | 8      |
| Чемпіонат світу з боротьби серед юніорів 2012            | США    | жіноча боротьба, до 59 кг | 18     |
| Чемпіонат світу з боротьби серед юніорів 2013            | США    | жіноча боротьба, до 59 кг | 8      |